# Epito (figlio di Cresfonte)
Epito (in greco antico: Αἴπυτος?, Aípytos) è un personaggio della mitologia greca. Fu un principe di Messenia.

## Genealogia
Figlio di Cresfonte e di Merope, ebbe un figlio di nome Glauco.
Igino nelle Fabulae chiama Telefonte questo personaggio, mentre invece gli altri autori scrivono che Telefonte fosse uno dei suoi fratelli.

## Mitologia
Era il più giovane dei figli di Cresfonte, re di Messene che fu assassinato assieme agli altri suoi figli nel corso di una insurrezione e solo lui, che era ancora un bambino e si trovava nella casa del nonno Cipselo, scampò alla strage. 
 Il trono del regno venne usurpato da Polifonte, appartenente anch'egli alla stirpe degli Eraclidi, il quale costrinse inoltre Merope a diventare sua sposa.
Divenuto un adulto, Epito fece ritorno a Messene riuscendo a riconquistarla, a punire gli assassini ed anriprendere il trono grazie all'aiuto degli Arcadi e dei Dori. Epito è ricordato per aver governato con grande giustizia ed in suo onore i suoi discendenti cambiarono l'appellativo da Eraclidi ad Epitidi.